# Semarang
Semarang (a volte indicata come Samarang) è una grande città portuale situata al centro della costa settentrionale dell'isola di Giava (nota come Pesisir), in Indonesia.  È la capitale della provincia indonesiana di Giava Centrale.
Oltre che per il porto, importante già all'epoca della dominazione olandese, la città è nota anche per la sua importante popolazione di origine cinese.

## Storia

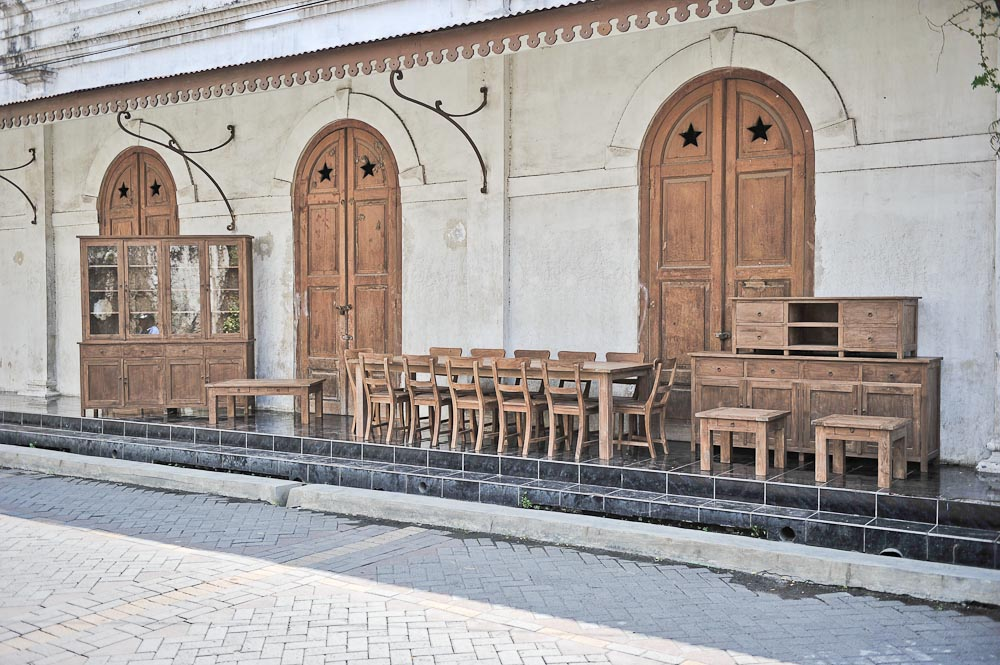

La storia di Semarang può essere fatta risalire al IX secolo, quando era nota come Bergota. Fra le molte località portuali del Pesisir, essa sarebbe stata visitata più volte dalle flotte dell'ammiraglio cinese Zheng He, nel corso di alcune delle sue sette spedizioni navali che, fra il 1405 ed il 1433, lo avrebbero condotto in tutto l'Oceano Indiano.
Alla fine del XV secolo essa venne raggiunta da un predicatore musulmano proveniente dal sultanato di Demak, tal Kyai Pandan Arang, che vi fondò un villaggio ed una scuola coranica. Sinché, il 1º maggio 1547, il Sultano di Pajang Hadiwijaya, nominò il pedicatore quale primo reggente (bupati) di Semarang.  Tale atto coincide con la nascita ufficiale della città.
Nella seconda metà del '600, morto il Sultano Agung, il Sultanato di Mataram, padrone dei luoghi, venne scosso da molteplici guerre di successione. Per sostenerne le spese, i sovrani si indebitarono presso la Compagnia Olandese delle Indie Orientali, con base a Batavia. Per sdebitarsi, nel 1678, il principe Amangkurat II cedette il controllo della città alla Compagnia delle Indie, che ne prese possesso nel 1682.  Mentre, per il passaggio ufficiale di proprietà, si dovette attendere il 5 ottobre 1705, allorché il principe Pakubuwono I la scambiò a fronte della cancellazione dei debiti del Sultanato di Mataram.
La Compagnia Olandese delle Indie Orientali, seguita, a partire dal 1º gennaio 1800 dall'amministrazione governativa delle Indie Orientali Olandesi, diede avvio a piantagioni di tabacco ed altri prodotti destinati al commercio internazionale, costruì strade e cinse la città di una palizzata, a proteggere i quartieri europei.  Complessivamente la città divenne un grande centro di esportazione ed una base militare nodale per il controllo del terzo centrale di Giava.
Il 28 settembre 1811 vi capitolò il governatore-generale delle Indie Orientali Olandesi, generale Janssens, nelle mani del britannico Auchmuty, al termine della Guerra anglo-olandese per Giava: da quel giorno e sino al 1816, Giava venne occupata dal Regno Unito.
La costruzione di un moderno porto a Batavia, alla fine dell''800, ridusse l'importanza del porto, ma non delle produzioni agricole, essendo, nel frattempo, stata sviluppata una adeguata rete ferroviaria e stradale.
Nel 1906 il titolo dell'amministratore della città rimase quello tradizionale di "reggente" (bupati). Da quell'anno si utilizzò quello di Sindaco (Walikota).
Negli anni 1920 la città divenne un bastione dei partiti socialisti e nazionalisti, sino a divenire nota come la città rossa a seguito della fondazione del locale Partito Comunista.